# Isonychus parvulus
Isonychus parvulus är en skalbaggsart som beskrevs av Moser 1918. Isonychus parvulus ingår i släktet Isonychus och familjen Melolonthidae. Inga underarter finns listade i Catalogue of Life.